# Nathaniel Lord Britton

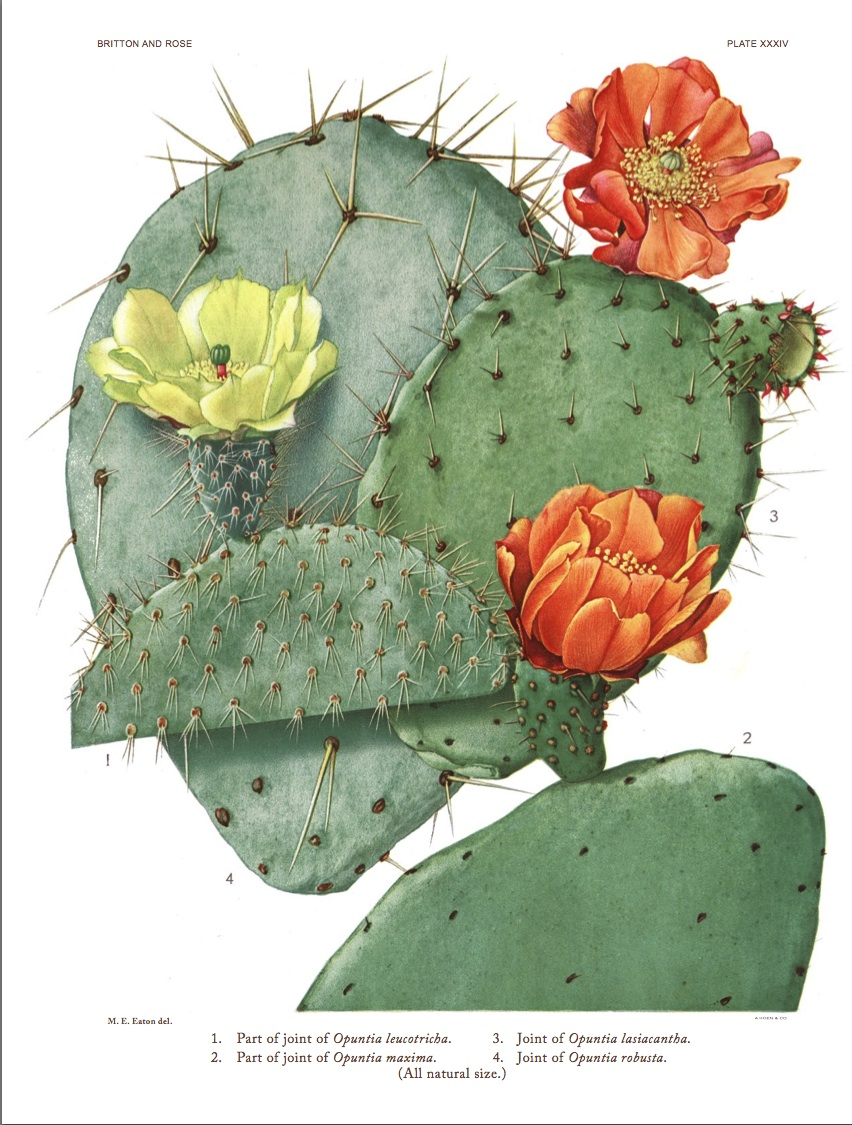
Fyra arter av släktet Opuntia ur The Cactaceae av Britton och Rose.

Nathaniel Lord Britton, född 15 januari 1859 i New Dorp, Staten Island, New York död 25 juni 1934 i Bronx, New York, var en amerikansk botaniker och taxonom som bland annat var med och skapade New York Botanical Garden i Bronx.

## Biografi
Brittons föräldrar, Alexander Hamilton Britton och Harriet Lord Turner, ville att han skulle studera religion, men han var mer intresserad av naturen redan i unga år. Han utexaminerades som gruvingenjör vid School of Mines, Columbia College 1879 under John Strong Newberry som även gav lektioner i botanik, vilket ledde till att Britton, trots sin geologutbildning, disputerade 1881 med Preliminary Catalogue of the Flora of New Jersey. Han arbetade sedan som assistent åt Newberry. 1887 utnämndes han till instruktör i botanik och geologi och 1891 till professor i botanik. Denna tjänst lämnade han efter fem år, då han utnämndes till New York Botanical Gardens förste föreståndare 1896. 
Han gifte sig med Elizabeth Gertrude Knight den 27 augusti 1885.
Tillsammans med domaren Addison Brown skrev han An illustrated flora of the northern United States, Canada and the British possessions from Newfoundland to the parallel of the southern boundary of Virginia, and from the Atlantic ocean westward to the 102d meridian som kom ut i tre volymer 1896–1898. Hans främsta verk är The Cactaceae, en monografi över kaktusfamiljen i fyra volymer i samarbete med Joseph Nelson Rose, vilken publicerades 1919-1923 och omfattar 1237 arter.
Nathaniel Lord Brittons auktorsförkortning är Britton, men i kaktussammanhang ses ofta Br. & R. i stället för den längre officiella Britton & Rose.